# Diplognatha preussi
Diplognatha preussi är en skalbaggsart som beskrevs av Hermann Julius Kolbe 1892. Diplognatha preussi ingår i släktet Diplognatha och familjen Cetoniidae. Inga underarter finns listade i Catalogue of Life.